# Biomasse
Biomassen er tørvægten af den totale mængde levende organismer på et areal. Den kan deles i primærproduktionen, der er forøgelsen af plantemasse over et givet tidsrum, og sekundærproduktionen, som er den samlede, producerede masse af konsumenter og nedbrydere over et givet tidsrum. Biomassen for hele biosfæren fordeler sig med 99% på de autotrofe planter, 0,9% på heterotrofe planter og kun 0,1% på dyr.
Primær- og sekundærproduktion er nøglebegreber, for de gør det muligt at vurdere et økosystems bæreevne, altså hvor mange organismer systemet kan ernære. I et intet som helst fødenet kan den den energi, der er opsamlet i primærproduktionen, overføres i sin helhed til konsumenterne (sekundærproduktion). Fra et energisynspunkt kan det således bedre betale sig for mennesker at være primærkonsumenter (at hente føden fra korn, rodfrugter, grønsager osv.) end sekundærkonsumenter (som henter føden fra dyrekød, fisk eller fjerkræ). Det siger sig selv, at det er endnu mere uklogt at hente føden som tertiærkonsumenter (der spiser rovdyr: hvaler, sæler eller hunde f.eks.).
Økosystemernes produktivitet bliver somme tider vurderet ved at sammenligne tre slags landbaserede økosystemer med helheden af alle vandbaserede systemer:
- skovene (1/3 af Jordens landområde) indeholder massive biomasser og er meget produktive. Verdens skove producerer ca. halvdelen af primærproduktionen
- savanner, græsningsarealer, og markområder (1/3 af Jordens landområde) indeholder mindre massive biomasser, men er ganske produktive. Disse systemer udgør hovedparten af, hvad mennesker udnytter til fødeproduktion
- ekstreme økosystemer i områder med mere barske klimaer – ørkener og halvørkener, tundra, alpegræsgange og stepper – (igen 1/3 af Jordens landområde) har meget sparsomme biomasser og lav produktivitet
- hav- og ferskvandsøkosystemer (3/4 af Jordens overflade indeholder meget begrænsede biomasser, når man ser bort fra kystzonerne.

Menneskehedens gerninger gennem de seneste få århundreder har alvorligt formindsket størrelsen af det areal, der er dækket af skov, og har øget landbrugsøkosystemerne. I de seneste årtier er der sket en forøgelse af området, der er dækket af ekstreme økosystemer ørkendannelse.